# Tarzan l'intrépide
Pour plus de détails, voir Fiche technique et Distribution.
Tarzan l'intrépide (Tarzan the Fearless) est un film américain en noir et blanc réalisé par Robert F. Hill, sorti en 1933.

## Synopsis
Le docteur Brooks s'est perdu dans la jungle et vit aux côtés de Tarzan. Une expédition de secours conduite par Mary Brooks, la fille du docteur et par Bob Hall, cherche à le retrouver. Dans l'expédition se sont intégrés deux personnages aux intentions vénales, Jeff et Nick; la recherche du professeur leur importe peu, mais la découverte d'émeraudes d'une part et la capture de Tarzan d'autre part semble les intéresser. Le Dr Brooks supposant que sa fille est à sa recherche confie à Tarzan une photo de sa fille et une lettre. Tarzan retrouve la trace de Mary Brooks et la sauve des crocodiles alors qu'elle se baignait dans une rivière. Tarzan guide l'expédition vers la baraque du docteur Brooks, mais il n'y est plus. On apprend par la suite qu'il est prisonnier d'une civilisation secrète, le temple de Zor. Les hommes pénètrent dans le temple et Jeff a le temps de voler une émeraude, mais ils sont faits prisonniers et offerts en sacrifice aux lions. Tarzan les délivre. Une chasse à l'homme commence, les hommes sont à nouveau fait prisonniers, Brooks propose au grand prêtre de lui donner la carte des lieux en échange de leur liberté. Jeff et Nick sont morts durant ces péripéties et quand l'expédition va pour repartir en Angleterre, Mary Brook choisit de rester avec Tarzan.

## Fiche technique
- Titre original : Tarzan the Fearless
- Titre français : Tarzan l'intrépide
- Réalisation : Robert F. Hill
- Scénario : Walter Anthony, Basil Dickey et George H. Plympton d'après Edgar Rice Burroughs
- Photographie : Joseph Brotherton et Harry Neumann
- Montage : Carl Himm
- Production : Sol Lesser
- Société de distribution : Principal Distributing Corporation
- Pays de production : États-Unis
- Langue d'origine : anglais
- Format : noir et blanc - 35 mm - 1,37:1 - Son : Mono
- Genre : Aventure, Action
- Durée : 61 min
- Dates de sortie :
  - États-Unis : 11 août 1933
  - France : 21 mai 1934

## Distribution
- Buster Crabbe : Tarzan
- Julie Bishop[1] : Mary Brooks
- E. Alyn Warren : Dr Brooks
- Edward Woods : Bob Hall
- Philo McCullough : Jeff Herbert
- Matthew Betz : Nick Moran
- Frank Lackteen : Abdul
- Mischa Auer : Eltar
- Carlotta Monti : Madi
- Symona Boniface : Sara
- Darby Jones : Anga
- Al Kikume : un guerrier
- George DeNormand : un garde
- Everett Brown : un porteur